# Donzy
Donzy è un comune francese di 1 665 abitanti nel dipartimento della Nièvre, regione della Borgogna-Franca Contea. I suoi abitanti si chiamano Donziais.

## Società

### Evoluzione demografica
Abitanti censiti